# Псоедь
Псоедь — деревня в Осьминском сельском поселении Лужского района Ленинградской области.

## История
Впервые упоминается в писцовых книгах Шелонской пятины 1498 года, как деревня Псодье в Сумерском погосте Новгородского уезда.
Деревня Псоед, состоящая из 36 крестьянских дворов, обозначена на карте Санкт-Петербургской губернии Ф. Ф. Шуберта 1834 года.

ПСОЕДА — деревня принадлежит её величеству, число жителей по ревизии: 104 м. п., 115 ж. п. (1838 год)

Как деревня Псоед из 36 дворов она отмечена на карте профессора С. С. Куторги 1852 года.

ПСОЕДИ — деревня Гдовского её величества имения, по просёлочной дороге, число дворов — 39, число душ — 104 м. п. (1856 год)

ПСОЕДИ — деревня государственная при реке Сабе, число дворов — 39, число жителей: 101 м. п., 109 ж. п. (1862 год)

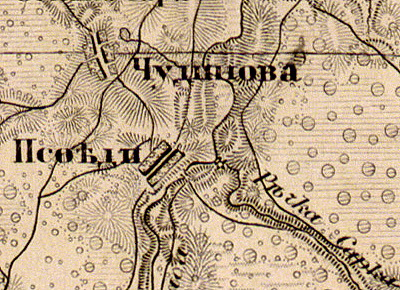
Деревня Псоедь на карте 1863 года

Согласно карте из «Исторического атласа Санкт-Петербургской Губернии» 1863 года деревня называлась Псоеди, близ деревни в устье реки Сарки находилась водяная мельница.
Сборник Центрального статистического комитета описывал её так:

ПСАЕД — деревня владельческая при реке Сабе, дворов — 35, жителей — 289; часовня, кожевенный завод. (1885 год)

В XIX — начале XX века деревня административно относилась к Осьминской волости 2-го земского участка 1-го стана Гдовского уезда Санкт-Петербургской губернии.
По данным «Памятной книжки Санкт-Петербургской губернии» за 1905 год деревня называлась Псоеди.
С 1917 по 1919 год деревня Псоедь входила в состав Осьминской волости Гдовского уезда.
С 1920 года, в составе Псоедского сельсовета Кингисеппского уезда.
С 1923 года, в составе Чудиновского сельсовета.
С 1924 года, в составе Осьминского сельсовета.

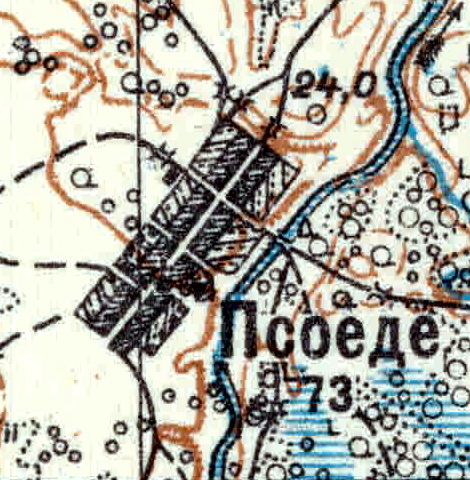
Деревня Псоедь карте 1926 года

Согласно топографической карте 1926 года деревня называлась Псоеде и насчитывала 73 крестьянских двора, в центре деревни располагалась часовня.
С 1927 года, в составе Осьминского района.
По данным 1933 года деревня называлась Псоед и входила в состав Осьминского сельсовета Осьминского района.
C 1 августа 1941 года по 31 января 1944 года деревня находилась в оккупации.
С 1961 года, в составе Сланцевского района.
С 1963 года, в составе Лужского района.
В 1965 году население деревни Псоедь составляло 151 человек.
По данным 1966, 1973 и 1990 годов деревня называлась Псоедь и также входила в состав Осьминского сельсовета Лужского района.
По данным 1997 года в деревне Псоедь Осьминской волости проживали 39 человек, в 2002 году — 28 человек (русские — 96 %).
В 2007 году в деревне Псоедь Осьминского СП проживали 19 человек.

## География
Деревня расположена в северо-западной части района близ автодороги 41К-020 (Сижно — Осьмино).
Расстояние до административного центра поселения — 4 км.
Расстояние до ближайшей железнодорожной станции Молосковицы — 60 км.
Деревня находится на левом берегу реки Саба.

## Демография
| 1838 | 1862 | 1885 | 1965 | 1997 | 2007 | 2010 |
| ---- | ---- | ---- | ---- | ---- | ---- | ---- |
| 219  | ↘210 | ↗289 | ↘151 | ↘39  | ↘19  | →19  |
| 2017 |      |      |      |      |      |      |
| ↘9   |      |      |      |      |      |      |

## Достопримечательности
- Деревянная часовня во имя Святого великомученика Дмитрия Солунского, середины XIX века постройки[22].
- Музей[23].
- Почитаемый камень в форме конской головы в лесу близ деревни[24]

## Улицы
Береговая.